# تپه سربرده
تپه سربرده مربوط به هزاره اول قبل از میلاد است و در شهرستان اشنویه، بخش نالوس، دهستان هق، روستای شیخ عثمان واقع شده و این اثر در تاریخ ۷ اسفند ۱۳۸۵ با شمارهٔ ثبت ۱۷۷۰۳ به‌عنوان یکی از آثار ملی ایران به ثبت رسیده است.